# Religión en Bután

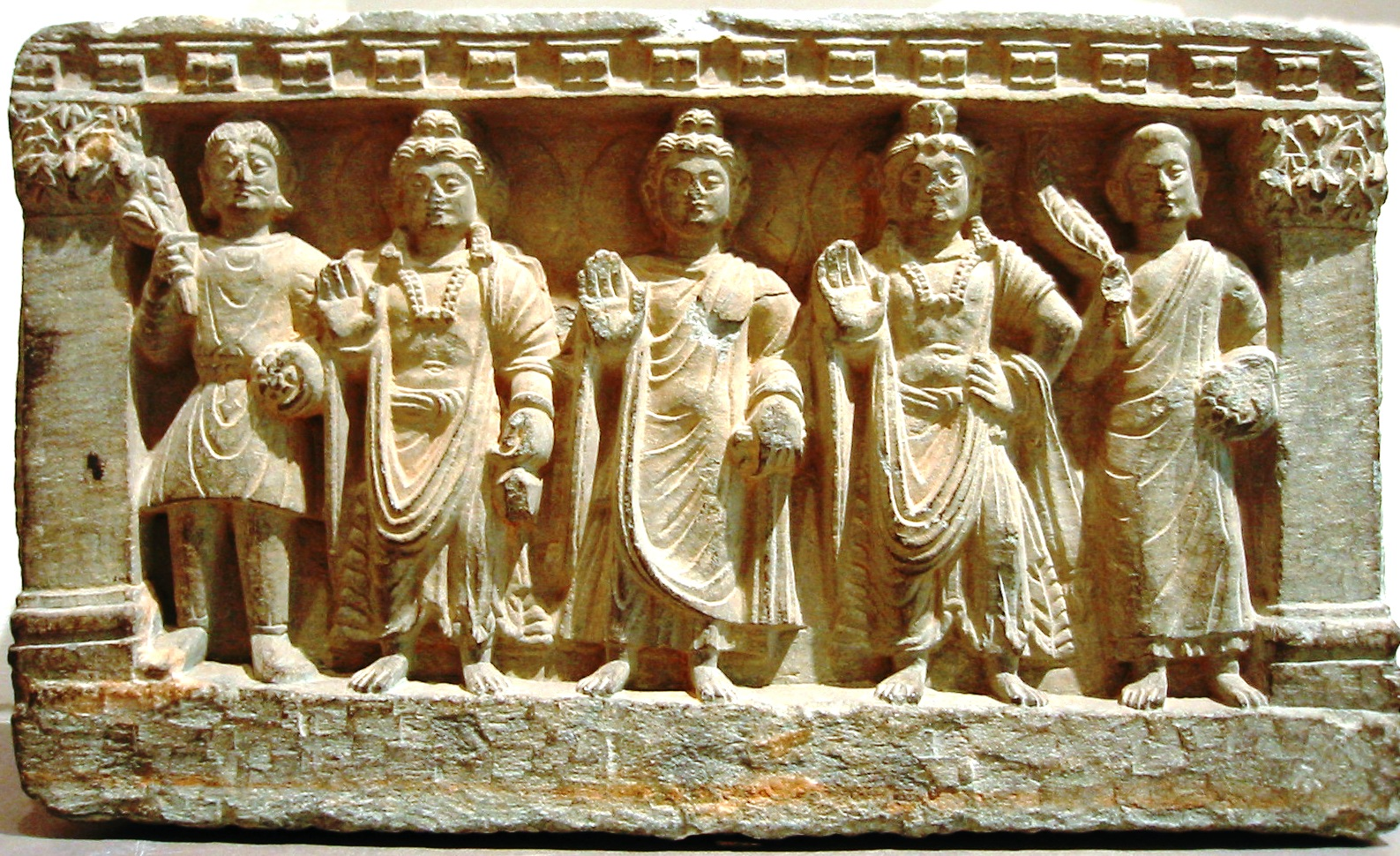
Una tríada del budismo Mahayana. De izquierda a derecha, un devoto Kushan, el Bodhisattva Maitreya, el Buda, el Bodhisattva Avalokitesvara, y un monje budista. Siglo a, Gandhara.

La religión en Bután está auditada por las autoridades de Bután. La religión, ya sea en la música, el teatro, la danza o en cualquier tipo de arte y cultura del país, está completamente integrada.

## Historia

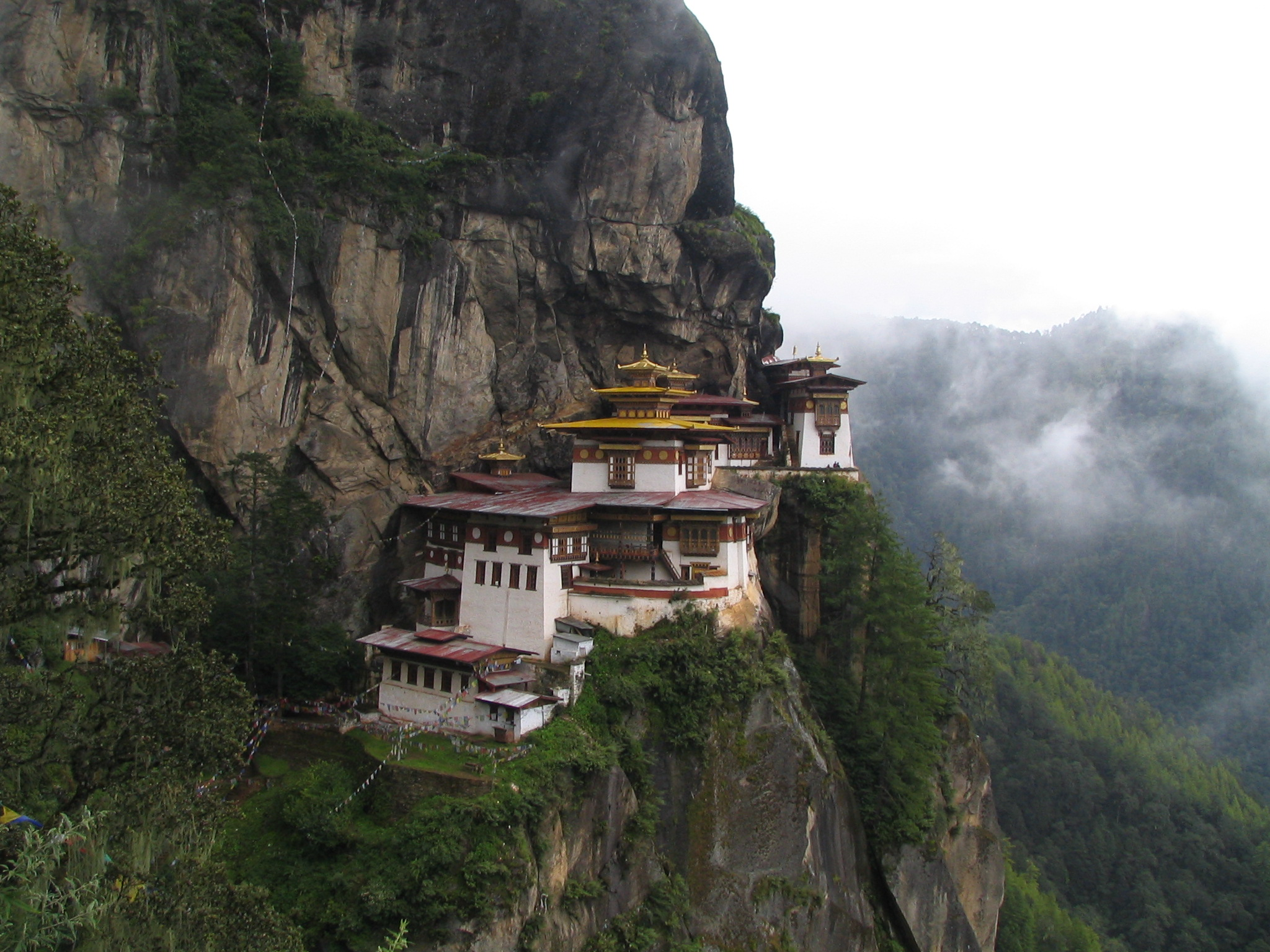
El monasterio de Taktshang en un acantilado de Bután.

Anteriormente a 1907, el líder superior del budismo en Bután fue Shabdrung, un Turku que era conocido como la reencarnación del fundador de Bután. El Shabdrung también tuvo un cargo político. En 1907 se estableció una monarquía que eliminó a Shandgrung de la vida política.
En 1931, cuando el sexto Shabdrung, Kigme Dorji, hizo una apelación a Mahatma Gandhi para derrocar la monarquía, el Shabdrung fue asesinado por las fuerzas reales.
Desde julio de 2002, Menjong Chöthün Tshogpa, una organización sin fines de lucro en Bután, se ha creado por la Suprema Dharma Real o Su Santidad de Bután para conservar las enseñanzas indígenas budistas.

## Demografía
Demográficamente, la religión en Bután se puede dividir en:
- El 75% de la población de Bután son Budistas Tántricos.
- El resto de la población son de la religión hindú, musulmana y otras.

En Bután existe la plena libertad de religión y está prohibido forzar a alguien para que cambie de religión.

## Edificios religiosos
Los monasterios y conventos son mayoritarios en Bután. Tanto monjes como monjas llevan sus cabezas rapadas y usan túnicas marrones que les distingue del resto de la población. Pasan sus días estudiando y meditando pero también llevan a cabo rituales honoríficos, rezan por su fallecimiento y buscan la intercepción de bodhisattvas para su curación. Algunas de sus oraciones involucran encantos y cantos acompañados de trompetas de concha, realizadas con huesos humanos, cornetas de metal que llegan a medir 3 metros de largo, tambores, campanas, bombos, etc.